# 蒲原基道
蒲原 基道（かもはら もとみち、1959年11月30日 - ）は、日本の厚生労働官僚。厚生労働省大臣官房長、厚生労働省老健局長、厚生労働事務次官等を歴任し、退官後社会福祉法人友愛十字会理事長等に就任。

## 人物・経歴
佐賀県佐賀市出身。ラ・サール中学校・高等学校を経て、1982年東京大学法学部卒業、厚生省入省。年金局企画課課長補佐、外務省在中華人民共和国日本国大使館一等書記官、大臣官房人事課課長補佐等を歴任。1998年厚生大臣秘書官事務取扱。1999年厚生省大臣官房政策課企画官。2002年厚生労働省労働基準局勤労者生活部勤労者生活課長。2005年文部科学省初等中等教育局幼児教育課長。2006年厚生労働省社会・援護局障害者保健福祉部障害福祉課長。2009年厚生労働省大臣官房参事官（人事担当）。2010年厚生労働省大臣官房審議官（年金担当）。2013年厚生労働省社会・援護局障害保健福祉部長。2014年厚生労働省大臣官房長。2016年厚生労働省老健局長。2017年厚生労働事務次官。2019年日本生命保険特別顧問、日本社会事業大学専門職大学院客員教授、社会福祉法人友愛十字会理事長、特定非営利活動法人福祉フォーラム・ジャパン理事。2021年一般社団法人未来構想会議理事。

## 著作
- 『幼稚園・保育所・認定こども園から広げる子育て支援ネットワーク』（共編著）東洋館出版社 2006年